# Psapharochrus ridleyi
Psapharochrus ridleyi là một loài bọ cánh cứng trong họ Cerambycidae.